# Sunny entre Estrelas (2.ª temporada)
A 2ª temporada de Sunny entre Estrelas estreou no Disney Channel em 14 de Março de 2010 e encerrou em 2 de Janeiro de 2011.
- A Temporada é composta por 26 episódios (sendo 1 duplo).
- Demi Lovato, Tiffany Thornton e Doug Brochu estão presentes em todos os episódios.
- Brandon Mychal Smith e Sterling Knight estão ambos ausentes por um episódio
- Allisyn Ashley Arm esteve ausente por onze episódios
- Demi Lovato apresentou seu novo visual no episódio 19: A Vingança de Dakota. Mas, este novo visual foi gravado no episódio Sunny entre um Beijo, que foi exibido depois de A Vingança de Dakota.

## Episódios da temporada
| Nº | Nº T. | Título                                                                                | Estreia EUA          | Audiência EUA | Estreia Brasil       |
| --- | ----- | ------------------------------------------------------------------------------------- | -------------------- | ------------- | -------------------- |
| 22 | 1     | "Ande uma Milha nas Minhas Calças" "Walk a Mile in My Pants"                          | 14 de Março, 2010    | 6.3           | 18 de Abril, 2010    |
| Sunny reúne a turma toda para organizar uma “Caminhada pelos Livros” e consegue convencer Tawni a doar umas calças da sua linha de “Jeans Colados Irados” para ajudá-la na passeata. Quando Chad fica sabendo disso, ele organiza uma “Caminhada contra os Livros”, também com participantes vestidos com os jeans de Tawni. Assim, todas as crianças começam a sofrer da chamada SCC (“Síndrome das Calças Coladas”). Quadros do Sem Sentido! no episódio: “Vicky Gripe” - Interpretada por Sunny, uma garota doente, com gripe, que apresenta um programa de TV, sentada em sua cama, dando dicas sobre o que fazer quando se está doente. “Stop SPS” (“Parem a SCC”) - Um videoclipe com o elenco do Sem Sentido! e do Mackenzie Falls, imaginado por Tawni, com o objetivo de acabar com a Síndrome das Calças Coladas. Ausente: Allisyn Ashley Arm como Zora Lancaster Participação especial: Ashley Jackson como Chloe, De'Vaughn Nixon como Trevor e Robert Clotworthy como Dr. Spector Notas: O episódio, no Brasil, foi exibido muito antes da estreia oficial da temporada. E foi o único episódio da série em que Sunny Munroe(Demi Lovato) e Tawni Hart(Tiffany Thornton) foram dubladas por Tati Keplemair e Priscila Concepcion. |       |                                                                                       |                      |               |                      |
| 23 | 2     | "Sunny Tem Sua Cabra" "Sonny Gets Your Goat"                                          | 21 de Março, 2010    | 3.1           | 5 de Junho, 2010     |
| Sunny e Tawni são convidadas para participarem de um programa de intercâmbio na Glendóvia, devido ao sucesso do quadro “Garotas do "Dá uma Olhada"”, mas se recusam a irem juntas. Tawni viaja e descobre que os glendovianos pensam que as personagens do quadro são reais e as obrigam a trabalharem como caixas. Enquanto isso, Nico e Grady decidem usar bigodes para impressionar uma garota. Quadro do Sem Sentido! no episódio: “Garotas do "Dá uma Olhada"” - Um dos quadros mais populares do Sem Sentido!, muito mostrado e mencionado na primeira temporada, em que Sunny e Tawni interpretam duas caixas de supermercado que apenas reclamam do seus clientes dizendo "Dá uma Olhada". Ausente: Allisyn Ashley Arm como Zora Lancaster Participação especial: Michael Kostroff como Marshall Pike, Sam Lerner como Dinka, Mark Cohen como Kafka, Nina Fehren como menina caixa e Matthew Willig como Lee Moe |       |                                                                                       |                      |               |                      |
| 24 | 3     | "Gassie Passa" "Gassie Passes"                                                        | 28 de Março, 2010    | 3.9           | 11 de Junho, 2010    |
| Sunny passa a dar carinho para Gassie, tentando mostrar aos outros o amor que um cão precisa receber de seu dono. Então, ela desobre que a quantidade de carinho que Gassie recebe influencia na frequência com que ele solta gases. Então, Gassie para de soltar pum e Sunny tenta resolver a situação, mas acaba "matando" o cão. Quando Chad vai consolar Sunny, ele se oferece para organizar o funeral, mas durante o evento, eles descobrem que Gassie estava apenas se fingindo de morto. Enquanto isso, Nico e Grady pedem dinheiro emprestado para Dakota, a fim de investirem nas lancheiras de Gassie & Nós que soltam som de pum. Quadro do Sem Sentido! no episódio: “Gassie, o Cão que Solta Gases” - Segue as aventuras de um cachorro que se comunica com seus donos através de seu pum. Também: “Gassie & Nós” - Um filme com o elenco do Sem Sentido! baseado em um dos quadros de sucesso do programa, “Gassie, o Cão que Solta Gases”, é mencionado. Participação especial: Genevieve Hannelius como Dakota Condor, Siobann Fallon Hogan como Bella e Kim Yarbough como uma cantora Gospel Referências mencionadas ou insinuadas: Marley & Eu (Gassie & Nós) |       |                                                                                       |                      |               |                      |
| 25 | 4     | "Sunny entre uma Canção" "Sonny with a Song"                                          | 11 de Abril, 2010    | 4.5           | 25 de Junho, 2010    |
| Sunny escreve uma música chamada “Me, Myself and Time”. O músico que participa do Sem Sentido! naquela semana rouba a música de Sunny e diz que foi ele que a escreveu. Então, Sunny tem de vencer sua timidez e cantar sua música no programa para provar que ela é a verdadeira compositora. Canção apresentada: "Me, Myself and Time" por Sunny Monroe (Demi Lovato) Ausente: Allisyn Ashley Arm como Zora Lancaster Participação especial: Michael Kostroff como Marshall Pike e Guy Burnet como Trey Brothers Referências mencionadas ou insinuadas: Saga Crepúsculo Nota: A música apresentada no episódio será incluída no CD da série. |       |                                                                                       |                      |               |                      |
| 26 | 5     | "Ensino Médio Miserável" "High School Miserable"                                      | 18 de Abril, 2010    | 3.6           | 23 de Junho, 2010    |
| O elenco do Sem Sentido! se sente insatisfeito com o modo que estão sendo tratados e Sunny tem a ideia de escrever uma carta ao Sr. Condor, em busca de condições melhores para eles. Porém, o chefe coloca sua filha, Dakota, no elenco e os demite. Então, são forçados a estudar em uma escola pública, onde não são bem recebidos pelos outros alunos. Quadro do Sem Sentido! no episódio: “As Princesas Reais de Nova Jersey” - Uma paródia do reality show estadunidense The Real Housewives of New Jersey (As Donas-de-Casa Reais de Nova Jersey) que mostra Sunny, Tawni e Zora caracterizadas como princesas mimadas. Sunny é Branca, Tawni é Cindy e Zora é Bela. “Sally Jenson: Advogada Criança” - Zora interpreta uma advogada que usa o bordão "Eu luto por você!" “Pirata Happer” - Mencionado por Sunny, interpretado por Nico. Participação especial: Genevieve Hannelius como Dakota Condor, Michael Kostroff as Marshall Pike, E.E. Bell como diretor da escola e Emma Hunton como Martha 'Referências mencionadas: Pandora (Avatar), Saga Crepúsculo Paródia do título: High School Musical Nota: Neste episódio o elenco do So Random! canta a música High School Miserable e Sunny menciona que o único colegio que o elenco conhecia era High School Musical então por isso eles cantam. |       |                                                                                       |                      |               |                      |
| 27 | 6     | "A Lenda do Cara-de-Doce" "Legend of Candy Face"                                      | 2 de Maio, 2010      | 4.1           | 18 de Junho, 2010    |
| Quando o elenco das séries Sem Sentido! e do Mackenzie Falls vão acampar juntos, a Srta. Severa conta a eles a lenda urbana do Cara-de-Doce. Então, coisas estranhas começam a acontecer e itens pessoais são perdidos ou encontrados quebrados, e todos começam a suspeitar que o Cara de Doce é responsável por isso. O episódio termina com uma música cantada por todos, contando o que aconteceu. Quadros do Sem Sentido! no episódio: “MacKenzie no Banheiro” - O elenco do Sem Sentido! faz uma paródia de Mackenzie Falls. Participação especial: Vicki Lewis como Srta. Severa, De'Vaughn Nixon como Trevor, William Georges como Devon, Leslie Ann Huff como Penelope e Ashley Jackson como Chloe |       |                                                                                       |                      |               |                      |
| 28 | 7     | "Chiclete entre Estrelas" "Gummy with a Chance"                                       | 9 de Maio, 2010      | 3.4           | 22 de Junho, 2010    |
| Antes de cada programa, Sunny faz um ritual com um chiclete. Porém, quando Tawni pisa em um pedaço mascado, ela tenta banir o consumo de chicletes durante as gravações. Sem poder fazer seu ritual pré-show, Sunny perde a confiança em suas habilidades cômicas. Enquanto isso, Chad convida Nico e Grady para irem à sua academia pessoal para produzir energia para seu quarto 'ecológico'. Quadros do Sem Sentido! no episódio: “Vicky Gripe” - Interpretada por Sunny, uma garota doente, com gripe, que apresenta um programa de TV, sentada em sua cama, dando dicas sobre o que fazer quando se está doente. Participação especial: Carol Kiernan como Tia Fanny (tia de Sunny) e Jenni Cardone como reporter Referências mencionadas: Raven (As Visões da Raven) |       |                                                                                       |                      |               |                      |
| 29 | 8     | "Atos Sem Sentido de Desrespeito" "Random Acts of Disrespect"                         | 16 de Maio, 2010     | 3.9           | 21 de Junho, 2010    |
| Quando Grace, uma mulher idosa, ganha um concurso do Sem Sentido!, o elenco decide fazer um quadro especial para os idosos. Porém, Grace e todos os idosos se sentem ofendidos. Depois de uma tentativa de desculpas no ar, Grace e seus amigos tentam virar o jogo e fazem uma brincadeira com o elenco. Enquanto isso, Chad ajuda crianças que têm medo de palhaços, mas acaba percebendo esse medo nele mesmo. Quadros do Sem Sentido! no episódio: “Um escocês, um nerd, um treinador entram no consultório de uma enfermeira” - Grady, Nico, Tawni e Sunny respectivamente interpretam cada um dos persongens nesse quadro humorístico. “98° prêmio anual escolha dos idosos” - Sunny e Tawni interpretam duas senhoras que irão escolher entre os melhores programas para idosos como: "Os velhinhos de Waverly Place", "As visões da caveira", "Nona Montana". Ausente: Allisyn Ashley Arm como Zora Lancaster Participação especial: Estelle Harris como Grace Gallagher, Carol Locatell como Edith, Larry Gelman como Buddy e Gary Clarke como oficial de polícia Referências insinuadas: Os Feiticeiros de Waverly Place, Hannah Montana, As Visões da Raven OBS.: Random = Sem Sentido, So Random! = Tão Sem Sentido, mas ficou Sem Sentido! no Brasil. Significa que Random Acts of Desrespect é igual a Atos Sem Sentido de Desrespeito. |       |                                                                                       |                      |               |                      |
| 30 | 9     | "Grady Entre Estrelas da Sunny" "Grady with a Chance of Sonny"                        | 23 de Maio, 2010     | 4.3           | 6 de Setembro, 2010  |
| Quando o irmão de Grady, Grant, faz piada com ele por não ter uma garota, Sunny finge ser sua namorada. Eles tentam fingir quando Grant vai visitá-los e Sunny tenta esconder a mentira em um encontro com o astro de Tridark (paródia de Twilight), Blake Radisson(Paródia de Robert Pattinson). Enquanto isso, Tawni e Nico fazem uma brincadeira com Chad pouco antes dele se preparar para filmar um comercial. Ausente: Allisyn Ashley Arm como Zora Lancaster. Participação especial: Steven Graymo Blake Radisson, Preston Jones como Grant Mitchell e John Ponzio como diretor do comércial Referências mencionadas ou insinuadas: Twilight |       |                                                                                       |                      |               |                      |
| 31 | 10    | "Recaída Pelo The Falls" "Falling for the Falls: Part 1"                              | 13 de Junho, 2010    | 3.6           | 26 de Junho, 2010    |
| A mãe de Sunny se vicia em Falls e Sunny acaba assistindo também. Quando o elenco do Sem Sentido! descobre que Sunny está acompanhando a série rival, eles desaprovam e ela promete que irá parar de assistir. Porém, Sunny mal pode esperar para saber o que acontece na série entre MacKenzie e Chloe e pergunta para Chad sobre o relacionamento dos personagens. No entanto, Chad entende que Sunny está falando sobre os dois e a convida para sair. Sunny aceita e fica com medo de contar para seus colegas de elenco sobre seu relacionamento com Chad. Então, Sunny cancela o encontro, o que magoa Chad. Participação especial: Nancy McKeon como Connie Munroe Referências mencionadas ou insinuadas: Zac Efron Notas: No Brasil, o episódio não foi considerado, com duas partes, nem com continuação, então é Recaída Pelo The Falls. O episódio foi gravado em 11 de Novembro de 2009, logo depois do término das gravações dos filmes StarStruck e Camp Rock 2: The Final Jam. O episódio iniciou as gravações da temporada. Iniciamente seria um episódio único, e não dividido em duas partes. Mas, com o sucesso, em Março de 2010, o elenco gravou a segunda parte (episódio 11). O episódio foi exibido no Brasil como inédito no dia 18 de Setembro de 2010. |       |                                                                                       |                      |               |                      |
| 32 | 11    | "Recaída Pelo The Falls 2" "Falling for the Falls: Part 2"                            | 20 de Junho, 2010    | 3.8           | 6 de Setembro, 2010  |
| Sunny e Chad marcam seu primeiro encontro e tentam esconder dos elencos de suas respectivas séries. Os protagonistas de Sem Sentido acabam descobrindo. Eles tentam fazer Sunny admitir, mas ela diz que está indo com Chad para um jantar do Campeonato de Tênis dele. No encontro, Chad acaba vomitando em Sunny por beber muita água para tentar acabar com o nervosismo. Ele acaba brigando com ela por supostamente sujar a imagem dele. Depois ele se arrepende e se desculpa num outdoor que dizia Chad é Louco pela Sunny. Quadros do Sem Sentido! no episódio: “Um palhaço na ambulância” - Nico interpreta um palhaço que está morto e Grady, Tawni e Sunny são médicos que levam ele para o hospital. Participação especial: Nancy McKeon como Connie Munroe e Ashley Jackson como Chloe Nota: No Brasil, o episódio não foi considerado, com duas partes, nem com continuação, então é Recaída Pelo The Falls 2. Além disso, iria ser um episódio comum, mas os produtores decidiram gravar uma segunda parte em Abril de 2010. |       |                                                                                       |                      |               |                      |
| 33 | 12–13 | "Sunny Entre Um Segredo" "Sonny With a Secret "                                       | 18 de Julho, 2010    | 6.1           | 29 de Setembro, 2010 |
| Sunny completa o seu primeiro ano no Sem Sentido!. E prometeu que com isso iria voltar para Wisconsin para disparar o canhão com uma bola de queijo, mas Sunny recebe um bolo de ódio anônimo escrito "Sunny é uma Falsa". Então, Chad pede para Sunny e Penólope irem às compras, aonde Sunny é acusada de roubar um colar. Quando Sunny volta ao estudio, vê um novo programa na Tween Weekly TV, "De olho na Sunny", no qual mostra uma pessoa desconhecida, se passando pela "Vicky Sickowitz" e acusando novamente Sunny de ter roubado a personagem "Vicky Gripe" dela. Então, Tawni leva Sunny até Wisconsin para que ela possa atirar a bola de queijo, quando discobrem que a "Vicky Sickowitz" na verdade é a Penélope. Enquanto isso, Nico e Grady acham que encontraram uma moeda rara de ouro, quando na verdade era apenas uma moeda de chocolate. Ausente:: Allisyn Ashley Arm como Zora Lancaster (Na Parte 1) Participações Especiais': Michael Kostroff como Marshall Pike, Leslie-Anne Huff como Penelope, Regan Burns como Ryan Loughlin, Aimee Fortier como Vicki Sickowitz, Kevin Carolan como Mr. Henderson, Karlton Johnson como guarda de segurança, Gary Dublin como piloto e Jimmy Schubert como oficial de polícia Nota: São dois episódios, por isso, o mesmo tem uma hora de duração, diferente de todos os outros episódios da série. Referências mencionadas ou insinuadas: Justin Bieber |       |                                                                                       |                      |               |                      |
| 34 | 14    | "O Problema com Pauly" "The Problem With Pauly"                                       | 8 de Agosto, 2010    | 4.5           | 1º de Outubro, 2010  |
| Quando Sunny descobre que o Sr. Condor voltou a filmar sua série favorita quando era criança: Pauly e Amigos, ela se arruma para assistir uma gravação e para conhecer o Sr. Pauly. E para ajudá-lo, concorda em substituí-lo por uma noite, só que ele não volta e faz com que ela perca o aniversário de 7 semanas de namoro com Chad. Depois que Nico e Grady dizem para Chad que Sunny está dando "os sinais que uma garota está perdendo o interesse" Chad não acredita, mas quando ela não vai ao encontro ele começa a se preocupar. Nico e Grady tentam trazê-lo para o grupo do videogame. Ausente: Allisyn Ashley Arm como Zora Lancaster Participação especial: Vicki Lewis como Srta. Severa, Daniel Roebuck como Sr. Condor e Bobby Slayton como Hank (Pauly) 'Referências mencionadas: Jonas Brothers Nota: Este episódio foi o terceiro mais assistido da segunda temporada, perdendo somente para o episódio duplo e o início da temporada. |       |                                                                                       |                      |               |                      |
| 35 | 15    | "As Visões da Sunny" "That's So Sonny"                                                | 29 de Agosto, 2010   | 4.0           | 13 de Dezembro, 2010 |
| Chad quer ter um milhão de fãs no "trapo", porque ele só tinha 800 mil. Amber (Raven-Symoné), uma estrela convidada para o "clube dos fãs do Chad" descobre que o problema é a Sunny, desde que o Chad e Sunny estão namorando. Então, ela tenta se livrar de Sunny, mas Chad descobre sobre este assunto e ele tira Ravén do "clube dos fãs do Chad". Então ele contrata Sunny. Sunny quase perde todos fãs de Chad, mas ele a perdoa, dizendo que ela é sua fã mais importante. Ausente: Allisyn Ashley Arm como Zora Lancaster Participação especial: Raven-Symoné como Amber Ericcs Nota: Apesar de Raven-Symoné não estar interpretando ela mesma, ouvimos gritos do publico imaginário, e ela fala a frase É, Sou Eu!, da série As Visões Da Raven. Além disso, Amber e Sunny tem disfarçes, uma paródia de As Visões Da Raven. |       |                                                                                       |                      |               |                      |
| 36 | 16    | "Chad Sem Estrelas" "Chad without a Chance"                                           | 19 de Setembro, 2010 | 4.7           | 11 de Outubro, 2010  |
| Quando Sunny fica doente por causa de uma gripe, Chad, querendo ser um bom namorado, decide assumir a sua lista de tarefas no Sem Sentido!, para que ela possa ir para casa e se recuperar, mas ele acaba descobrindo que isso é muito mais difícil do que ele esperava e faz tudo errado deixando o elenco do Sem Sentido! zangados. Depois eles descobrem que na verdade Sunny não estava doente, ela estava apenas fingido para que os seus amigos gostassem mais de Chad. Quadros do Sem Sentido! no episódio: “Vicky Gripe” - Interpretada por Sunny, uma garota doente, com gripe, que apresenta um programa de TV, sentada em sua cama, dando dicas sobre o que fazer quando se está doente. Participação especial: Mary-Par Green como Ms. Rothschild e Aaron Hill como Bennett Nota: Este episódio traz Sterling Knight como protagonista. |       |                                                                                       |                      |               |                      |
| 37 | 17    | "Meus Dois Chads" "My Two Chads"                                                      | 26 de Setembro, 2010 | 4.0           | 6 de Dezembro, 2010  |
| O relacionamento de Sunny e Chad é abalado, quando Sunny descobre que Chad envia seu duble Chaz para seus encontros, que ele considera "perigosos". Como resultado, Chad sabe pouco sobre Sunny, principalmente quando eles vão no programa "Celebrity Better Halves". Enquanto isso Nico e Grady tentam ganhar dos dois no programa, mostrando que sabem muito sobre sua amizade. Quadros do Sem Sentido! no episódio: “Celebrity Better Halves” - é um programa de perguntas e respostas apresentado por Tawni em que cada dupla responde perguntas sobre o seu parceiro para saber se sabem um sobre o outro. Ausente: Allisyn Ashley Arm como Zora Lancaster Participação Especial: Lou Ferrigno como ele mesmo e Melissa Carnell como a namorada do Chaz Referências mencionadas ou insinuadas: (Avatar) Nota:O aniversario de sunny é dito por ela ser 20/8 o mesmo dia de Demi |       |                                                                                       |                      |               |                      |
| 38 | 18    | "Um Especial de Halloween do Sem Sentido!" "A So Random! Halloween Especial"          | 17 de Outubro, 2010  | 4.0           | 31 de Outubro, 2010  |
| O Sem Sentido! faz um especial do Dia das Bruxas com diversos quadros criados especialmente para o Halloween. Quadro do Sem Sentido! no episódio: “Garotas do "Dá uma Olhada"” - Um dos quadros mais populares do Sem Sentido!, muito mostrado e mencionado na primeira temporada, em que Sunny e Tawni interpretam duas caixas de supermercado que apenas reclamam do seus clientes dizendo "Dá uma Olhada". “Making Babies Cry” - uma canção apresentada por Nico Harris. “O Monstro Embaixo da Minha Cama”: Jasmine (Zora) tem um monstro (Grady) debaixo de sua cama, mas sua mãe (Sunny) não acredita nela. “O Que Fazer e o Que não Fazer no Halloween”: vários personagens famosos fantasiados mostram o que devemos e o que não devemos fazer no Halloween. “Restaurante dos Animais Esmagados”: Glen (Nico) e Muffy (Sunny) decidem jantar em um lugar diferente, e acabam comendo no meio da estrada no "Restaurante do Esmagus Animals", onde Paul (Grady) faz a comida dos animais que são atropelados pelas pessoas. Canção Apresentada: "Work Of Art" por Sunny Monroe (Demi Lovato), "Come Down With Love" por Allstar Weekend. Participação Especial: Shaquille O'Neal como ele mesmo e a banda Allstar Weekend Notas: Este episódio foi gravado no dia 9 de Julho de 2010, encerrando as filmagens da segunda temporada. As músicas apresentadas no episódio serão incluídas no CD da série. No Brasil, a música "Come Down With Love" não tinha tradução embaixo, pois a banda Allstar Weekend é muito pouco conhecida aqui. Demi Lovato muda seu visual, optando por um cabelo mais loiro que aparece em suas últimas cenas gravadas: a música "Work of Art" e proucurando Shaquille O'Neal . Inicialmente, Sterling Knight não aparecia no episódio, mas, como era a última gravação da segunda temporada, os autores do episódio escolheram mostrá-lo de alguma forma. Porém, mesmo assim, ele aparece em somente uma cena. Assim como o especial de Natal, o episódio não possui abertura, mas os nomes dos atores principais são colocados como em filmes (embaixo da tela). |       |                                                                                       |                      |               |                      |
| 39 | 19    | "Sunny Entre 100% das Estrelas da Intormissão" "Sonny with a 100% Chance of Meddling" | 24 de Outubro, 2010  | 5.1           | 20 de Dezembro, 2010 |
| Quando Sunny descobre que Zora tem uma queda por Wesley, um ator que interpreta o Mackenzie mais jovem na série Mackenzie Falls, ela decide convidá-lo para um encontro em grupo para aproximar os dois. Porém, Wesley pensa que Sunny estava interessada nele e ela tenta descobrir uma maneira de concertar a situação sem magoar Zora. Enquanto isso, Nico e Grady entram no festival Celular Philm com Dakota Condor. Quadros do Sem Sentido! no episódio: “Músicas do acampamento de Verão”: Uma família onde a mãe (Tawni), pai (Nico), e a filha (Zora) assistem a um anúncio na TV onde Jenny (Sonny) e Dan Dan (Grady) são conselheiros de um acampamento de verão e cantam músicas que fizeram eles serem demitidos de mais de 100 acampamentos, agora eles vendem uma coletânea das 24 piores canções já cantadas. Notas: Este episódio contém uma gíria "própria", a palavra "Sunnyar" que basicamente indica quando Sunny tenta se intrometer em assuntos alheios. Além disso, o quadro do acampamento de verão foi gravado logo spós o encerramento das gravações do episódio "A Lenda do cara de Doce", por isso, Allisyn Ashley Arm está com o cabelo mais escuro no quadro do Sem Sentido! e mais claro no resto do episódio. O contrário acontece com o visual de Demi Lovato no episódio. Neste episódio fazem uma paródia com a música de abertura de The Fresh Prince of Bel-Air dizendo que Sunny Sunnyava demais. Participação especial: Genevieve Hannelius como Dakota Condor, Billy Unger como Wesley e Michael Kostroff como Marshall Pike |       |                                                                                       |                      |               |                      |
| 40 | 20    | "A Vingança de Dakota" "Dakota's Revenge"                                             | 14 de Novembro, 2010 | 3.7           | 31 de Dezembro, 2010 |
| É o aniversário de Dakota Condor, e ela força os integrantes do Sem Sentido! a lhe darem um presente de aniversário ou coisa do tipo. O Sr. Condor, o pai de Dakota lhe dá uma bicicleta nova, mas Tawni acidentalmente destrói a bicicleta, então ela e a Sunny recrutam o Izzy, o cara responsável pelos consertos dos objetos no set, mas ele se recusa a ajudar até que tragam para ele o sino da Dakota. Enquanto isso, Grady e Nico decidem arruinar o presente de Chad para Dakota, uma música que ele escreveu e pretende cantar. Participação especial: Genevieve Hannelius como Dakota Condor, Daniel Roebuck como Sr. Condor, Steve Hytner como Murphy, Richard Libertini como Izzy Canção apresentada: "Chaddy, Chad, Chad" por Chad Dylan Cooper (Sterling Knight) Nota: O episódio estreou no Brasil no especial da Disney, Disneyllon, mas no dia Janeiro foi exibido como um episódio, inédito. Referências mencionadas ou insinuadas Referência ao programa americano :What I Like About You. |       |                                                                                       |                      |               |                      |
| 41 | 21    | "Sunny Entre um Beijo" "Sonny With a Kiss"                                            | 21 de Novembro, 2010 | 3.6           | 11 de Janeiro, 2011  |
| Sunny e Chad tem sua primeira entrevista como casal e acabam revelando que ainda não tiveram seu primeiro beijo.Nico e Grady recebem o novo camarim deles por fazerem uma festa no antigo,eles acham que o novo camarim está assombrado,acham que o famoso comediante falecido Spatzy quer a torta dele,então eles acham que o fantasma dele está no camarim.Em quanto isso,todos começam a fazer pressão para que isso aconteça. Eles vão a um piquenique na praia para se beijarem, mas todas as suas tentativas falham. Tawni diz a Sunny que eles não tem química e ela vai falar com Chad para tentar beijá-lo de uma vez, mas ele diz para ela não fazer isso; Sunny fica chateada, sem saber que era apenas porque ele tinha ido ao dentista e anestesiado a boca. Então ele tenta ser "original" como uma forma de se desculpar, só que ela fica ainda mais brava e eles brigam. Chad vai falar com Sunny e ela diz que talvez eles devessem voltar a ser apenas amigos, para acabar com a pressão. Ele concorda, dizendo que seria mais fácil. Quando ela está indo embora, ele pergunta se ainda podem se abraçar como amigos e ela diz que sim, então eles acabam, naturalmente, tendo seu primeiro beijo. Quadros do Sem Sentido! no episódio: “O Gênio da Privada e o Nerd” - Conheça Melvin Hubley (Nico), um nerd que nunca teve nenhum amigo, até um dia quando ele achou um amigo no lugar mais improvável: O Gênio (Grady) da Privada Participação especial: Michael Kostroff como Marshall Pike, Johari Johnson como Tia e Ashley Jackson como Chloe Ausente: Allisyn Ashley Arm como Zora Lancaster |       |                                                                                       |                      |               |                      |
| 42 | 22    | "Um Especial de Natal do Sem Sentido!" "A So Random! Holiday Special"                 | 28 de Novembro, 2010 | 3.7           | 17 de Dezembro, 2010 |
| O "Sem Sentido! faz um especial de Férias com participações especiais de Joe Jonas e de Chad Dylan Cooper na apresentação. Quadros do Sem Sentido! no episódio: "Um Jonas Para o Natal": Zora ganha de presente o Joe Jonas dentro de uma caixa; "Natal com a Vicky Gripe:" Vicky Gripe canta uma musica sobre o seu doençal (12 dias doente no Natal). Como por exemplo "Ao segundo dia de doençal o meu irmão pegou-me a mim duas infecções de ouvido,um nariz entopido isso não é legal."; "Natal na Cozinha com Roadkill McGill:" Chad e Sunny vão comer no restaurante de estrada Roadkill McGill, em que o dono apanha animais atropelados para os cozinhar; "Natal das Princesas de Nova Jersey:" As princesas (Sunny, Zora e Tawni) passam o Natal na casa de Branca (Sunny) e elas acabam descobrindo o príncipe de Branca (Sunny) que é o Principe Enfadado (Chad)já namorou com todas as outras princesas; "Ginástica com Joe Jonas:" Sunny apresenta um comercial dizendo sobre as vantagens de fazer exercícios como roqueiros: pulando, dando cambalhotas e dançando tudo isso demonstrado pelo convidado Joe Jonas. Participação especial: Joe Jonas como ele mesmo Canção apresentada: "Sing My Song For You" por Sunny Munroe (Demi Lovato) e Joe Jonas (coro de Tawni Hart (Tiffany Thornton), Grady Mitchell (Doug Brochu), Nico Harris (Brandon Mychal Smith) e Zora Lancaster (Allisyn Ashley Arm) Nota: O episódio foi gravado em Abril de 2010, apesar de ser um especial de Natal. Assim como o especial de Halloween, o episódio não possui abertura, mas os nomes dos atores principais são colocados como em filmes (embaixo da tela). A música deste episódio não está no CD oficial da série, por motivos desconhecidos. OBS.: Nos EUA o título é para as Férias, mas no Brasil o título é para o Natal. |       |                                                                                       |                      |               |                      |
| 43 | 23    | "Sunny entre um Grant" "Sonny with a Grant"                                           | 5 de Dezembro, 2010  | 4.0           | 12 de Janeiro, 2011  |
| Quando Grant, o irmão de Grady, volta ao estúdio do Sem Sentido! para trabalhar Chad é demitido pelo Sr. Condor, que acaba contratando Grant para interpretar o Mackenzie em Mackenzie Falls, porém Grady não gosta muito da ideia e tenta estimular Chad a voltar ao programa. Enquanto isso Sunny viaja para fazer um quadro sobre um acampamento, e Tawni passa bronzeador demais ficando com a pele alaranjada. Quadros do Sem Sentido! no episódio: "Camp Comedy": Sunny Monroe apresenta dicas de como você pode se tornar o ""palhaço da turma" através do Acampamento de Comédia. Participação Especial: Preston Jones como Grant, Daniel Roebuck com Sr. Condor Ausentes: Allisyn Ashley Arm como Zora Lancaster e Brandon Mychal Smith como Nico Harris Referências mencionadas ou insinuadas: Zac Efron |       |                                                                                       |                      |               |                      |
| 44 | 24    | "Marshall sem Estrelas" "Marshall without a Chance"                                   | 12 de Dezembro, 2010 | 3.2           | 13 de Janeiro, 2011  |
| Marshall nos últimos dias andava muito estressado por ter feito 40 e poucos anos e ainda não ter realizado seu sonho de ser uma estrela de cinema, Sunny o incentiva a realizar seu sonho, então ele pede duas semanas de folga do Sem Sentido! e segue em frente. Enquanto isso chega um substituto no Sem Sentido! que é muito duro com o elenco. Então eles decidem trazer Marshall de volta para o Sem Sentido!. No final a peça de Marshall era horrível e ele acaba voltando para o Sem Sentido! Participação especial: Michael Kostroff como Marshall Pike, Daniel Roebuck como Sr. Condor Ausente: Sterling Knight como Chad Dylan-Cooper |       |                                                                                       |                      |               |                      |
| 45 | 25    | "Sunny entre uma Escolha" "Sonny with a Choice"                                       | 19 de Dezembro, 2010 | 4.7           | 14 de Janeiro, 2011  |
| Quando as duas séries Sem Sentido! e MacKenzie Falls são nomeadas para o prêmio de melhor programa de TV no "Tween Choice Awards", a rivalidade deles aumenta. Porém, Sunny e Chad continuam a se apoiar. Mas indignado ao perder para o Sem Sentido!, Chad pede uma recontagem de votos, e Sunny termina com ele, dizendo:" Você pode ter ganhado na recontagem, mas me perdeu.". Enquanto isso, Nico leva o crédito pelas piadas de Grady em frente as câmeras. Participações Especiais': Regan Burns como Ryan Loughlin, De'Vaughn Nixon como Trevor, William Georges como Devon, e Ashley Jackson como Chloe Referências mencionadas ou insinuadas: Kristen Stewart, Glee,Crepúsculo |       |                                                                                       |                      |               |                      |
| 46 | 26    | "Nova Garota" "New Girl"                                                              | 2 de Janeiro, 2011   | 5.7           | 16 de Janeiro, 2011  |
| Sunny escreve uma canção sobre Chad, após o rompimento com ele, mas tem dificuldade em apresentar a música em um novo Café, "O Pátio", por ainda gostar de Chad. Enquanto isso, Grady desenvolve uma paixão por Mel , uma garçonete do "O Pátio" com a ajuda de Nico e Tawni. Ausente: Allisyn Ashley Arm como Zora Lancaster Participação Especial: Skyler Day como Mel Winters . Música: What To Do, por Sunny Munroe (Demi Lovato) e "Chaddy, Chad, Chad" por Chad Dylan Cooper (Sterling Knight). Nota: Este episódio é o final de temporada, e é nele que Grady e Mel se conhecem e se apaixonam (assunto que seria recorrente na terceira temporada). |       |                                                                                       |                      |               |                      |